# Flora (namn)

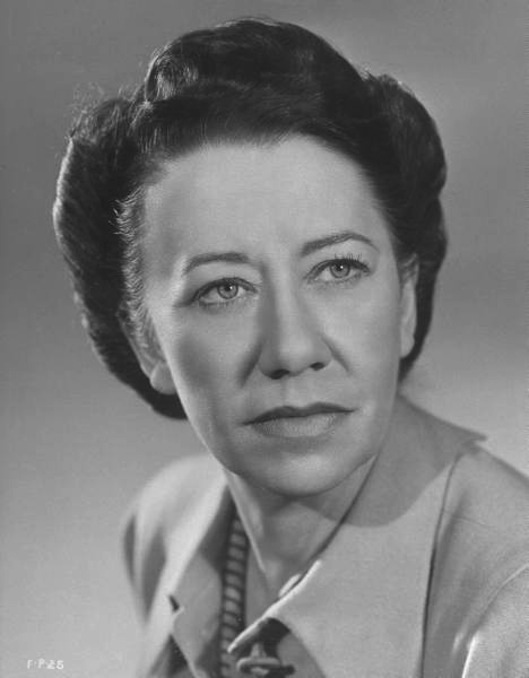
Flora Robson på 1940-talet.

Flora är ett latinskt kvinnonamn bildat av ordet flos som betyder blomma. Det kan även vara en kortform av namn som Florentia, Florentina och Florence. Namnet har förekommit i Sverige sedan slutet av 1700-talet.
Flora är den romerska mytologins vår- och blomstergudinnan.
Den 31 december 2014 fanns det totalt 817 kvinnor folkbokförda i Sverige med namnet Flora, varav 560 bar det som tilltalsnamn.
Namnsdag: saknas i Sverige (1901-1993: 20 juni). I den finlandssvenska namnsdagslängden har Flora namnsdag 13 maj sedan starten 1929, då en egen namnsdagskalender togs i bruk för finlandssvenskar.

## Personer med namnet Flora
- Flora Gomes, regissör och skådespelare från Guinea-Bissau
- Flora Larsson,  kommendör i Frälsningsarmén, diktare, författare och sångförfattare, född i Argentina, inflyttad till Sverige
- Flora Robson, brittisk skådespelerska
- Flora Tristan, fransk feminist och socialist